# Rhipsalis ewaldiana
Rhipsalis ewaldiana är en kaktusväxtart som beskrevs av Barthlott och Nigel Paul Taylor. Rhipsalis ewaldiana ingår i släktet Rhipsalis och familjen kaktusväxter. Inga underarter finns listade i Catalogue of Life.

## Bildgalleri

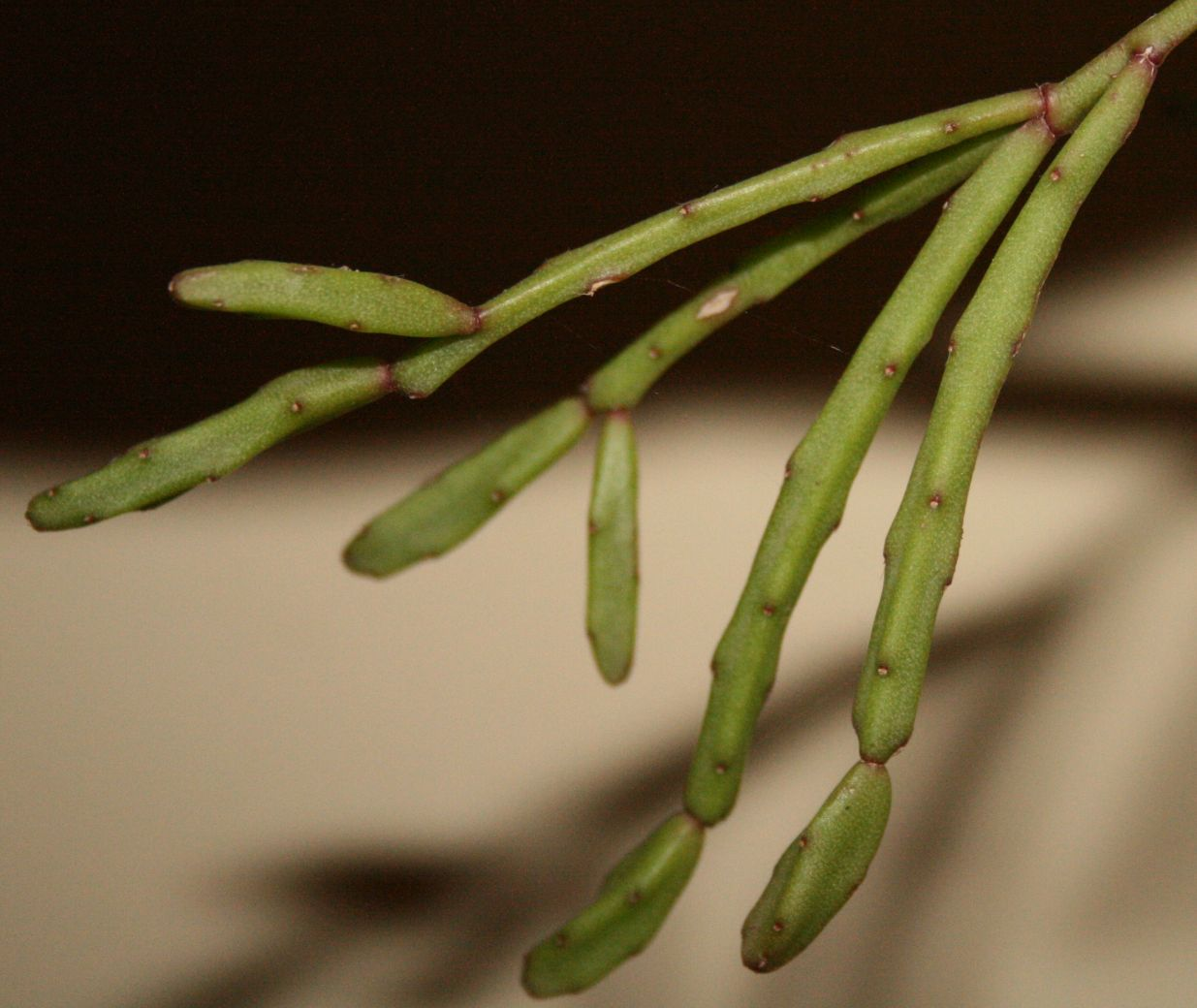